# Бойл, Ричард (фельдмаршал)
Ричард Бойл, 2-й виконт Шэннон (англ. Richard Boyle, 2nd Viscount Shannon); 1675, Вестминстер, графство Миддлсекс, Англия — 20 декабря 1740, Суррей) — британский военачальник и государственный деятель, фельдмаршал (2 июля 1739 года).
Сын Ричарда Бойла (наследника 1-го виконта Шэннона) и Элизабет Понсонби. Унаследовал в 1699 году титул виконта Шэннона от своего деда по отцовской линии Фрэнсиса Бойла, 1-го виконта Шэннона. 7 июля 1702 года женился на Мэри Сэквилл, которая умерла 20 годами позже.
Участник Войны Аугсбургской лиги 1688—1697 годов: отличился в сражении при Неервиндене/Ландене (29 июля 1693 года).
В 1702 году сформировал полк Морских пехотинцев виконта Шэннона, в котором стал полковником и командиром. В 1713 году этот полк был расформирован. 25 августа 1704 года Ричард Бойл получил чин бригадного генерала. 1 января 1706 года он стал генерал-майором, а в 1715 году — генерал-лейтенантом.
В 1708—1710 годах виконт Шэннон был членом Палаты общин от городка Арундел (Южная Англия), позже, с 1710 по 1711 годы был членом Палаты общин уже от Гайта (Hythe), и с 1715 по 1734 годы — от Ист-Гринстеда.
В январе 1720 года виконт женился вторично на Грэйс Шенхаус (Grace Senhouse); имел дочь — Грэйс Бойл. С 27 января 1715 по 1721 год состоял почётным полковником полка Королевских шотландских пограничников, с 17 января 1721 по 1727 год — 6-го Драгунского (Карабинерного) полка, с 9 мая 1727 года до конца жизни состоял почётным капитаном и полковником 4-го полка Конной гвардии.
В 1720 году Бойл был назначен королём Георгом II Главнокомандующим в Ирландии, а в1721 году стал членом Тайного совета.
27 августа 1735 года был произведён в полные генералы.
C 1737 по 1740 год был губернатором Портсмута.
Похоронен 27 декабря 1740 года в приходской церкви Святой Марии в городке Уолтон-он-Темз, графство Суррей, Англия.